# Thollon-les-Mémises
Thollon-les-Mémises és un municipi francès situat al departament de l'Alta Savoia i a la regió d'Alvèrnia-Roine-Alps. L'any 2007 tenia 705 habitants.

## Demografia

### Població
El 2007 la població de fet de Thollon-les-Mémises era de 705 persones. Hi havia 297 famílies de les quals 95 eren unipersonals (54 homes vivint sols i 41 dones vivint soles), 74 parelles sense fills, 95 parelles amb fills i 33 famílies monoparentals amb fills.
La població ha evolucionat segons el següent gràfic:
Habitants censats

### Habitatges
El 2007 hi havia 1.617 habitatges, 299 eren l'habitatge principal de la família, 1.298 eren segones residències i 20 estaven desocupats. 517 eren cases i 1.098 eren apartaments. Dels 299 habitatges principals, 227 estaven ocupats pels seus propietaris, 54 estaven llogats i ocupats pels llogaters i 19 estaven cedits a títol gratuït; 18 tenien una cambra, 44 en tenien dues, 52 en tenien tres, 64 en tenien quatre i 122 en tenien cinc o més. 241 habitatges disposaven pel capbaix d'una plaça de pàrquing. A 136 habitatges hi havia un automòbil i a 142 n'hi havia dos o més.

### Piràmide de població
La piràmide de població per edats i sexe el 2009 era:
| Homes | Edats   | Dones |
| ----- | ------- | ----- |
| 0     | 95 o +  | 0     |
| 0     | 90 a 94 | 8     |
| 0     | 85 a 89 | 8     |
| 8     | 80 a 84 | 4     |
| 4     | 75 a 79 | 16    |
| 8     | 70 a 74 | 16    |
| 8     | 65 a 69 | 12    |
| 20    | 60 a 64 | 20    |
| 0     | 55 a 59 | 8     |
| 24    | 50 a 54 | 16    |
| 24    | 45 a 49 | 28    |
| 12    | 40 a 44 | 12    |
| 32    | 35 a 39 | 24    |
| 16    | 30 a 34 | 16    |
| 16    | 25 a 29 | 28    |
| 20    | 20 a 24 | 16    |
| 12    | 15 a 19 | 32    |
| 12    | 10 a 14 | 20    |
| 20    | 5 a 9   | 20    |
| 0     | 0 a 4   | 40    |

## Economia
El 2007 la població en edat de treballar era de 473 persones, 377 eren actives i 96 eren inactives. De les 377 persones actives 358 estaven ocupades (198 homes i 160 dones) i 19 estaven aturades (11 homes i 8 dones). De les 96 persones inactives 35 estaven jubilades, 33 estaven estudiant i 28 estaven classificades com a «altres inactius».

### Ingressos
El 2009 a Thollon-les-Mémises hi havia 303 unitats fiscals que integraven 719 persones, la mediana anual d'ingressos fiscals per persona era de 20.961 €.

### Activitats econòmiques
Dels 89 establiments que hi havia el 2007, 1 era d'una empresa alimentària, 1 d'una empresa de fabricació d'altres productes industrials, 11 d'empreses de construcció, 13 d'empreses de comerç i reparació d'automòbils, 3 d'empreses de transport, 17 d'empreses d'hostatgeria i restauració, 2 d'empreses d'informació i comunicació, 7 d'empreses immobiliàries, 3 d'empreses de serveis, 26 d'entitats de l'administració pública i 5 d'empreses classificades com a «altres activitats de serveis».
Dels 21 establiments de servei als particulars que hi havia el 2009, 1 era una funerària, 1 taller de reparació d'automòbils i de material agrícola, 4 guixaires pintors, 2 fusteries, 1 lampisteria, 2 electricistes, 4 restaurants, 4 agències immobiliàries, 1 tintoreria i 1 saló de bellesa.
Dels 7 establiments comercials que hi havia el 2009, 2 eren botigues de més de 120 m², 1 una botiga de menys de 120 m² i 4 botigues de material esportiu.
L'any 2000 a Thollon-les-Mémises hi havia 6 explotacions agrícoles.

## Equipaments sanitaris i escolars
El 2009 hi havia una escola elemental.

## Poblacions més properes
El següent diagrama mostra les poblacions més properes.